# Masquerade (албум на Running Wild)
Masquerade е деветият студиен албум на германската хевиметъл банда Running wild, с над 130 000 продадени копия в целия свят, което е и най-лошият резултат от продажби за групата.

## Списък на песните
1. The Contract / The Crypts Of Hades – 2:20
2. Masquerade – 4:20
3. Demonized – 4:41
4. Black Soul – 5:18
5. Lions Of The Sea – 5:49
6. Rebel At Heart – 5:45
7. Wheel Of Doom – 4:03
8. MetalHead – 4:57
9. Soleil Royal – 4:45
10. Men In Black – 4:36
11. Underworld – 6:15

Ремастерирани бонус парчета включени в CD версията:
1. Iron Heads – 3:45
2. Bones To Ashes – 5:17

## Членове
- Rock'n'Rolf – вокал, китари
- Thilo Herrmann – китари
- Thomas Smuszynski – бас
- Jörg Michael – барабани